# اومیگاوا، چیبا
اومیگاوا، چیبا (به لاتین: Omigawa) یک منطقهٔ مسکونی در ژاپن است که در کانتو واقع شده‌است. اومیگاوا ۲۵٬۴۲۰ نفر جمعیت دارد.